# Da Monarquia à República - momentos decisivos
Da Monarquia à República é um livro da historiadora brasileira Emília Viotti da Costa. Traz um panorama da formação e do caráter da sociedade brasileira, do processo de independência até o período republicano.

## Conteúdo
O livro reúne ensaios sobre diversos temas relativos à história do Brasil, escritos em diferentes oportunidades, mas unidos pela preocupação comum de "entender a fraqueza das instituições democráticas e da ideologia liberal, assim como a marginalização política, econômica e cultural de grande parte da população brasileira".

### Introdução ao estudo da emancipação política do Brasil
O primeiro capítulo é a edição revista e abreviada do artigo "Introdução ao estudo da emancipação política",  publicado originalmente em 1968. Traça os antecedentes do processo de independência, cobrindo a crise do sistema colonial, as especificidades do pensamento liberal no Brasil, a natureza e os limites do nacionalismo no momento pré-independência, as bases sociais do movimento independentista e os significados que assumiu para grupos distintos. Em seguida, passa à análise factual mais detalhada: um balanço dos movimentos revolucionários do século XVIII, o impacto da transferência da corte portuguesa para o Brasil, os atritos entre brasileiros e portugueses, a eclosão da Revolução do Porto, as últimas tentativas de conciliação e o desfecho com a concretização da independência. A autora conclui o capítulo com a constatação de que o movimento foi dirigido e controlado pelas elites de latifundiários e grandes comerciantes.